# Соколов, Борис Михайлович (искусствовед)
Борис Михайлович Соколов (род. 3 августа 1959, Москва) — российский искусствовед, один из ведущих в России специалистов по истории мировой садово-парковой архитектуры, профессор факультета истории искусства РГГУ (1996), доктор искусствоведения (2003), автор научно-образовательного проекта «Сады и время». 
Сфера интересов — междисциплинарная история искусств, проблемы искусства Европы и России XIX – XX веков, творчество В. В. Кандинского, трансформации массовой культуры в XVII – XXI веках, история ландшафтного искусства Европы, России, США и стран Востока.

## Биография
Родился и вырос в Москве. После окончания школы в 1976—81 годах учился в Московском государственном педагогическом институте, где получил профессию учителя биологии и химии. С 1982 по 1988 год учился в МГУ на факультете истории искусства, который окончил с отличием.
В 1988—1993 годы работал редактором литературы по изобразительному искусству в издательстве «Искусство». В 1993—1994 годы учился в Центральноевропейском университете (Прага) на кафедре истории искусства. В 1994 году защитил кандидатскую диссертацию «Художественный язык русской народной гравюры 17-19 веков : (К проблеме взаимодействия социальных и эстетических черт в массовых формах искусства)».
С 1996 года — профессор РГГУ на Кафедре теории и истории искусства. В 2003 году защитил на кафедре истории искусства РГГУ докторскую диссертацию на тему «Мессианские мотивы в творчестве В. В. Кандинского 1900—1920-х годов: живопись, поэзия, театр».
Автор более 200 статей и нескольких монографий, автор и координатор образовательного проекта «Сады и время». Организатор многих тематических конференций и выставок, проходивших в разные годы в Москве. Координатор Семинара РГГУ «История культурного ландшафта». Выступает с лекциями, проводит экскурсии.
Эксперт Мосгорнаследия, член правления Общества изучения русской усадьбы (участок деятельности: международные связи в области ландшафтного искусства), член общероссийской Ассоциации искусствоведов (АИС), входит в редколлегию журнала «Garden History» (Лондон).
Живёт и работает в Москве.

## Избранные монографии и статьи
- Соколов Б. М. «Забывшее весь мир аллилуйя…». Образ Москвы и тема города в творчестве Кандинского 1900-1910-х годов // Вопросы искусствознания. 1995. 1—2. С. 431—447.
- Художественный язык русского лубка, М., Издательский центр РГГУ, 1999. 264 с.
- Василий Кандинский: Эпоха Великой Духовности. Живопись. Поэзия. Театр. Личность. М: Букс-Март, 2016. 536 с.
- Пейзажный парк в Европе и России: от Просвещения к романтизму. М.: Кучково поле, 2017. 300 с.
- Соколов Б. М. От Врат Ада к новому Кучук-Кою: традиции О. Родена в парковом ансамбле А. Т. Матвеева // Искусство Евразии. 2018. № 3.
- Соколов Б. М. Трактат Горация Уолпола «История современного вкуса в садоводстве» (1770) и рождение концепции национального садового стиля // Актуальные проблемы теории и истории искусства. 2018. № 8.
- Соколов Б. М. Усадьба замок Ховард в Йоркшире: от сада памяти к георическому пейзажу // Актуальные проблемы теории и истории искусства. 2020. № 10.
- Сады Серебряного века. Литература. Живопись. Архитектура / сост. и науч. редакция, натурная фотосъемка Б. М. Соколова. – М.: БуксМАрт, 2022. – 656 с.
- Соколов Б. М. Парк стадиона «Краснодар» (2017—2023): Современная интерпретация классических садовых стилей // Артикульт. 2023. № 2 (50).

## Внешние видеофайлы
- Борис Соколов. «Сады Серебряного века». «Гиперион», 2023. 18 января.
- В поисках русского сада Борис Соколов // Музей-заповедник «Царицыно»
- Университетские субботы РГГУ: Борис Соколов, «Садово-парковое искусство: досуг и изучение»
- Английский парк. Ландшафтная архитектура и история// ARCHITIME.RU
- Борис Соколов. Рай на приусадебном участке // Телеканал «Дождь». 2011. 12 сентября.
- Лекция Бориса Соколова «Сады Германии. От террас Гейдельберга до пейзажей Шветцингена» // Музей архитектуры
- Б. М. Соколов в  гостях у Шоу и Камолова и Шелест. 2010. 15 февраля.